# 극한탈출
《극한탈출》(일본어: 極限脱出)은 스파이크 춘소프트가 제작한 일련의 어드벤처 게임 시리즈이다. 우치코시 코타로가 기획 및 작가를 맡았다. 《극한탈출 9시간 9명 9의 문 (2009)》, 《극한탈출 ADV 착한 사람 사망입니다 (2012)》와 《제로 이스케이프: 시간의 딜레마 (2016)》 총 세 작품으로 구성됐으며, 첫 두 작품은 스파이크 춘소프트(전 춘소프트)가 개발하고 세 번째 작품은 차임이 개발했다.
각 게임마다 9명의 주인공들이 외딴 장소에 납치돼 '제로'라는 가명의 인물이 벌이는 죽음의 게임에 강제적으로 참가해 탈출을 꾀하는 이야기를 그린다. 게임플레이는 이야기가 진행되고 선택지를 골라 흐름을 바꾸는 '노블' 구간과 플레이어가 방탈출을 목표로 퍼즐을 푸는 '탈출' 구간 두 가지로 크게 나뉜다. 플레이어의 진행과정과 선택에 따라 여러 가지 결말에 도달하게 된다.
《극한탈출》 시리즈는 본래 춘소프트가 우치코시에게 폭넓은 독자층을 노릴 수 있는 비주얼 노블을 기획하라고 하자, 이야기와 퍼즐을 서로 연관시키는 발상을 내놓으면서 원안이 탄생했다. 기획자 우치코시 코타로 이외에 캐릭터 디자이너로 니시무라 키누와 토모노 루이가 참여했으며, 음악은 호소에 신지가 맡았다. 첫 작품 《극한탈출 9시간 9명 9의 문》은 단독 작품으로 기획했으나 비평적 성공, 특히 북미 지역에서의 인기로 후속작들이 두 작품 더 제작됐다.

## 작품

### 본편
| 2009 | 극한탈출 9시간 9명 9의 문         |
| 2010 |                                   |
| 2011 |                                   |
| 2012 | 극한탈출 ADV 착한 사람 사망입니다 |
| 2013 |                                   |
| 2014 |                                   |
| 2015 |                                   |
| 2016 | 제로 이스케이프: 시간의 딜레마    |
| 2017 | 제로 이스케이프: 더 노너리 게임스 |

《극한탈출》 시리즈는 총 3개의 비디오 게임들로 구성됐다.
- 《극한탈출 9시간 9명 9의 문》 (2009)
- 《극한탈출 ADV 착한 사람 사망입니다》 (2012)
- 《제로 이스케이프: 시간의 딜레마》 (2016)

## 반응
| 게임                              | 패미통 | 메타크리틱                                           |
| --------------------------------- | ------ | ---------------------------------------------------- |
| 극한탈출 9시간 9명 9의 문         | 36/40  | 82/100                                               |
| 극한탈출 ADV 착한 사람 사망입니다 | 34/40  | 88/100 (3DS) 84/100 (Vita)                           |
| 제로 이스케이프: 시간의 딜레마    | 32/40  | 81/100 (3DS) 83/100 (Vita) 80/100 (PS4) 78/100 (Win) |
| 제로 이스케이프: 더 노너리 게임스 | –      | 87/100 (PS4) 86/100 (Win) 83/100 (Vita)              |

《극한탈출》 시리즈는 대체적으로 긍정적인 평론을 받았다. 우치코시는 《999》가 북미 지역에 일으킨 인기 돌풍이 후속작을 제작하는 계기가 됐다고 회고했다. 반면 일본에서의 시리즈 판매량은 상업적으로 저조했다. 일본에서 출시연도 판매량은 첫 번째 게임 《999》이 27,762장, 두 번째 게임 《극한탈출 ADV》가 닌텐도 3DS와 플레이스테이션 비타판 총합 14,023장이었다. 2018년 7월 기준으로 전세계 총 판매량은 50만 장 이상이다.